# Scarus festivus
Scarus festivus is een  straalvinnige vissensoort uit de familie van de papegaaivissen (Scaridae). De wetenschappelijke naam van de soort werd voor het eerst geldig gepubliceerd in 1840 door Achille Valenciennes.
De soort staat op de Rode Lijst van de IUCN als niet bedreigd, beoordelingsjaar 2009. De omvang van de populatie is volgens de IUCN stabiel.